# Phyllanthus aspersus
Espèce
Phyllanthus aspersus est une espèce de plantes à fleurs de la famille des Phyllanthaceae. Elle a été décrite en 1985 par Jean F. Brunel et Jean Roux dans Willdenowia n°14. L'épithète spécifique est justifié par ces auteurs comme suit : « Récolté "au pied d'une chute, sur des rochers humides" (Letouzey), le P. aspersus relève donc des mêmes remarques que celles précédemment énoncées pour le P. caligatus Brunel & Roux, à savoir une exceptionnelle aptitude à supporter l'aspersion ».